# Johan Herman von Campenhausen
Johan Herman von Campenhausen, tidigare Campenhausen, född 3 juli 1641 i Stockholm, död 28 februari 1705 i Riga, var en svensk militär.

## Biografi
Johan Herman von Campenhausen föddes 1641 i Stockholm. Han var son till inspektoren Herman Campenhausen vid stora sjötullen i Västervik och Gertrud von der Linde. von Campenhausen blev 1656 musketerare och 1659 friryttare vid Stoltzenbergs regemente. Han blev 1661 volontär vid Montecuccoli livgarde till häst och 1662 korpral vid regementet. von Campenhausen adlades von Campenhausen 28 september 1675 och introducerades på Sveriges riddarhus samma år som nummer 881. Han blev 10 december 1677 överste för ett infanteriregemente i Livland och 4 juli 1691 överste för Österbottens regemente. von Campenhausen blev 16 januari 1696 vice kommendant i Riga. Han avled där 1705.

### Familj
von Campenhausen gifte sig 24 oktober 1675 i Stockholm med friherrinnan Agnes Margareta Gyldenhoff (1653–1703). Hon var dotter till landshövdingen Balthasar Gyldenhoff och Vendla Valentin. De fick tillsammans barnen Carl Baltasar von Campenhausen (1676–1677), Eva Christina von Campenhausen (född 1678) som var gift med löjtnanten Frans Appelbom, majoren Odert Johan Hastfer och överstelöjtnanten Carl Adam Fredrik von Leschewitz, Christer Lorentz von Campenhausen (1679–1683), generalmajoren Johan Mikael von Campenhausen (1680–1747), löjtnanten Robert Vilhelm von Campenhausen (1681–1702), Vendla Margareta von Campenhausen (1684–1733) som var gift med majoren Gustaf von Snoilsky, Axel Leonard von Campenhausen (1685–1693), Gustaf Herman von Campenhausen (1686–1698), generalen Johan Baltasar von Campenhausen (1689–1758) och Erik Reinhold von Campenhausen (1696–1708).